# Gérard Masson
Gérard Masson, né le 12 août 1936 à Paris et mort le 23 décembre 2021 à Rueil-Malmaison, est un compositeur français.

## Biographie
Enfant, il est attiré par le jazz, s'initie à la musique par les disques, puis les concerts. Autodidacte, Gérard Masson n'a pas suivi le parcours traditionnel du conservatoire. Pendant la Guerre d'Algérie où il est mobilisé pendant quatorze mois, il étudie les traités de musique d'Olivier Messiaen. À son retour en 1962, il est présenté au compositeur italien Girolamo Arrigo qui lui fait rencontrer Max Deutsch. Masson fréquente le milieu artistique et littéraire de l'époque, ses amis sont peintres, écrivains. Ce n'est qu'en 1965, sur la recommandation de Pierre Souvtchinsky (1892-1985), critique musical, mécène et écrivain, qu'il part à Cologne, pour suivre les cours de composition de Karlheinz Stockhausen et avec lequel il va travailler pendant deux ans. À cette époque, il va aussi travailler avec Henri Pousseur et Earle Brown. C'est à Cologne en 1965 qu'est créée sa première œuvre, Pièce pour 14 instruments. En 1968, il rencontre Igor Stravinsky qui apprécie ses œuvres et contribue à sa reconnaissance. Plusieurs de ses œuvres vont être créées au Festival de Royan : Dans le deuil des vagues I (1967), Bleu loin (1973), Quatuor (1974). Si Masson reconnaît l"influence absolue" qu'a exercé sur lui Stockhausen, il reste indépendant dans sa technique d'écriture. Il s'est essayé au sérialisme, mais s'en écarte rapidement, refusant de s'enfermer dans un quelconque dogme.

## Distinctions
- 1979 : Prix de la promotion de la musique symphonique de la S.A.C.E.M.

## Compositions
- Pièce pour quatorze instruments et percussions, pour flûte, hautbois, clarinette, saxophone, basson, cor, trompette, trombone, guitare électrique, harpe, violoncelle, et 3 percussions (1965)
- Dans le deuil des vagues I, pour orchestre (1966)
- Ouest I, pour flûte alto, clarinette, clarinette basse, basson, trompette, trombone, piano, harpe, violon, et violoncelle (1967), créé au Domaine musical en 1968
- Dans le deuil des vagues II, pour orchestre (1968)
- Ouest II, pour mezzo soprano, flûte, cor anglais, clarinette, clarinette basse, basson, trompette, trombone, 2 violons, alto, violoncelle, piano et harpe (1969)
- Bleu loin, pour 12 cordes (1970)
- Hymnopsie, pour chœur et orchestre (1972)
- Quatuor à cordes n°1 (1973)
- Sextuor pour flûte, hautbois, clarinette, clarinette basse, basson, et cor (1975)
- Concerto pour piano n° 1, pour piano et orchestre (1977), création au Festival de Besançon en 1978
- Quintette pour mezzo soprano, clarinette (clarinette basse), piano, violon, et alto (1978), création à Radio France en 1979
- Pas seulement des moments des moyens d’amour…, pour 2 pianos et orchestre (1980)
- Alto-septuor, pour 2 violons, alto, violoncelle, flûte, hautbois alto, clarinette, clarinette basse, basson, 2 trompettes, cor, trombone, tuba, piano, harpe, et bande magnétique (1981)
- Renseignements sur Apollon I, pour 2 pianos (1982)
- Duo pour violon et alto (1982)
- W3A6M4, pour violon, alto et orchestre de chambre (1983)
- Piano solo (1983)
- Gymnastique de l'éponge, pour piano, bois et cordes (1984)
- Alto-tambour, pour violon, alto et 12 cordes (1985)
- Sonate Souvtchinsky, pour violon et piano (1986)
- Saxophones Fourcade, pour quatuor de saxophone (1987)
- Contreblanc basse, pour contrebasse, clarinette, clarinette basse, marimba, celesta, et quatuor à cordes (1988)
- Renseignements sur Apollon II, pour 2 pianos (1988)
- CBCB, pour clarinette basse et contrebasse (1988)
- Offs, pour orchestre (1989)
- Minutes de Saint-Simon, pour saxophone et piano (1989)
- Alors les tuyaux, pour 2 clarinettes, cor de basset, clarinette basse, clarinette contrebasse , 4 cors, 2 percussionnistes, alto, violoncelle, et contrebasse (1989)
- Concerto pour piano n°2, pour piano et 12 cordes (1990)
- Mélisande 1 mètre 60 de désespoir, pour alto et piano (1990)
- Après-midi d'Hamlet, pour piano et chœur (1990)
- La mort de Germanicus, pour violoncelle et piano (1991)
- Surimpression, pour 2 pianos (1991)
- Bud, pour orchestre (1991)
- Hlet solo (piano (1991)
- Quatuor à cordes n°2 (1991)
- Hbap, pour hautbois d'amour et piano (1992)
- Smonk, pour piano (1992)
- Renseignements sur Apollon III, pour 2 pianos (1994)
- Trop nuisible pour punir, pour clarinette, violon, violoncelle et piano (1994)
- Suite et fin, pour clarinette, violon, violoncelle et piano (2000)
- Adlib pour orchestre (2001–2002)
- Renseignements sur Apollon IV, pour 2 pianos (2002)

## Source
- (en) Cet article est partiellement ou en totalité issu de l’article de Wikipédia en anglais intitulé « Gérard Masson » (voir la liste des auteurs).